# Dino Baggio
Dino Baggio (* 24. Juli 1971 in Camposampiero) ist ein ehemaliger italienischer Fußballspieler. Zwischen 1991 und 1999 absolvierte der Mittelfeldspieler 60 Länderspiele für Italien und gehörte zur Mannschaft, die das Finale der WM 1994 erreichte. Er ist weder verwandt noch verschwägert mit dem bekannteren Fußballspieler Roberto Baggio. 

## Karriere

### Im Verein
Er stammt aus der Jugendabteilung von Torino Calcio. Sein Serie-A-Debüt absolvierte er im Alter von 19 Jahren am 9. September 1990 beim Spiel Torino gegen Lazio Rom; zu dieser Zeit galt er als eines der größten Talente Italiens. Nach einem Jahr in der Profimannschaft von Torino Calcio wechselte Baggio 1991 zu Inter Mailand, wo er ein Jahr spielte. 1992 ging er zu Juventus Turin und war dort anfangs bei den Fans wegen seiner Vergangenheit beim Lokalrivalen nicht besonders beliebt; dennoch verbrachte er zwei Spielzeiten unter Giovanni Trapattoni mit dem Gewinn des UEFA-Pokals 1992/93. Dabei erzielte Baggio in den zwei Finalspielen gegen Borussia Dortmund insgesamt drei Tore. 
Im Sommer 1994 wechselte Baggio zur AC Parma, für die er von 1994 bis 2000 spielte. 1995 folgte unter Trainer Nevio Scala wiederum der Titelgewinn im UEFA-Pokal. In den Hin- und Rückspiel gegen Juventus erzielte er jeweils einen Treffer und war damit entscheidender Torschütze. 1994/95 und 1996/97 erreichte Baggio mit dem emilianischen Klub mit Rang zwei die bis dahin besten Serie-A-Platzierungen des Klubs. Im Jahr 1999 gewann er zum dritten Mal den UEFA-Cup. In jenem Wettbewerb wurde Baggio in der Zweitrundenbegegnung beim polnischen Klub Wisła Krakau von einem metallischen Gegenstand am Kopf getroffen. Baggio gab an, dass es sich dabei um ein Messer gehandelt hatte, was der Klub bestritt. Wisła Krakau wurde mit einer Europapokalsperre belegt.
Im Oktober 2000 wechselte Baggio für fünf Jahre zu Lazio Rom. Im Sommer 2003 wurde er für ein halbes Jahr an den englischen Klub Blackburn Rovers ausgeliehen. Die Rückserie der Saison 2003/04 verbrachte er leihweise bei Ancona Calcio. Bis 2005 war Baggio meist Reservespieler bei Lazio. 
Im Sommer 2005 wechselte er zur US Triestina in die Serie B. Nach nur drei Einsätzen für den Klub entschied er sich im Oktober 2005, wegen persönlicher Probleme mit dem damaligen Trainer Pietro Vierchowod seinen Vertrag aufzulösen und seine aktive Laufbahn zu beenden. 
Insgesamt absolvierte Baggio 333 Serie-A-Partien, in denen er 25 Tore erzielte.
Im Jahr 2008 bestritt Baggio ein Spiel für den kleinen Amateurklub Tombolo aus Padua, der von seinem ersten Trainer überhaupt, Cesare Crivellaro, trainiert wurde.

### In der Nationalmannschaft
Für die italienische Nationalmannschaft spielte Dino Baggio 60-mal und erzielte dabei sieben Tore. Er nahm mit Italien an der Weltmeisterschaft 1994 teil, wo er zu den Leistungsträgern der Azzurri zählte und Vizeweltmeister wurde. Zudem nahm er mit Italien an der EM 1996 und der WM 1998 teil.

## Erfolge
- UEFA-Pokal: 1992/93 (mit Juventus Turin), 1994/95, 1998/99 (mit der AC Parma)
- Coppa Italia: 1998/99 (mit der AC Parma)
- Italienischer Supercup: 1999 (mit der AC Parma)
- U-21-Europameister: 1992